# Ромашково (Московская область)
Ромашково — село в Одинцовском районе Московской области, в 3 км к западу от МКАД, входит в состав городского поселения Одинцово. В селе расположен одноимённый остановочный пункт на железнодорожной линии Москва-Смоленская — Усово (Белорусское направление МЖД).
Через Ромашково протекает речка Чаченка, которая делит село на Верхнее и Нижнее Ромашково.

## Достопримечательности

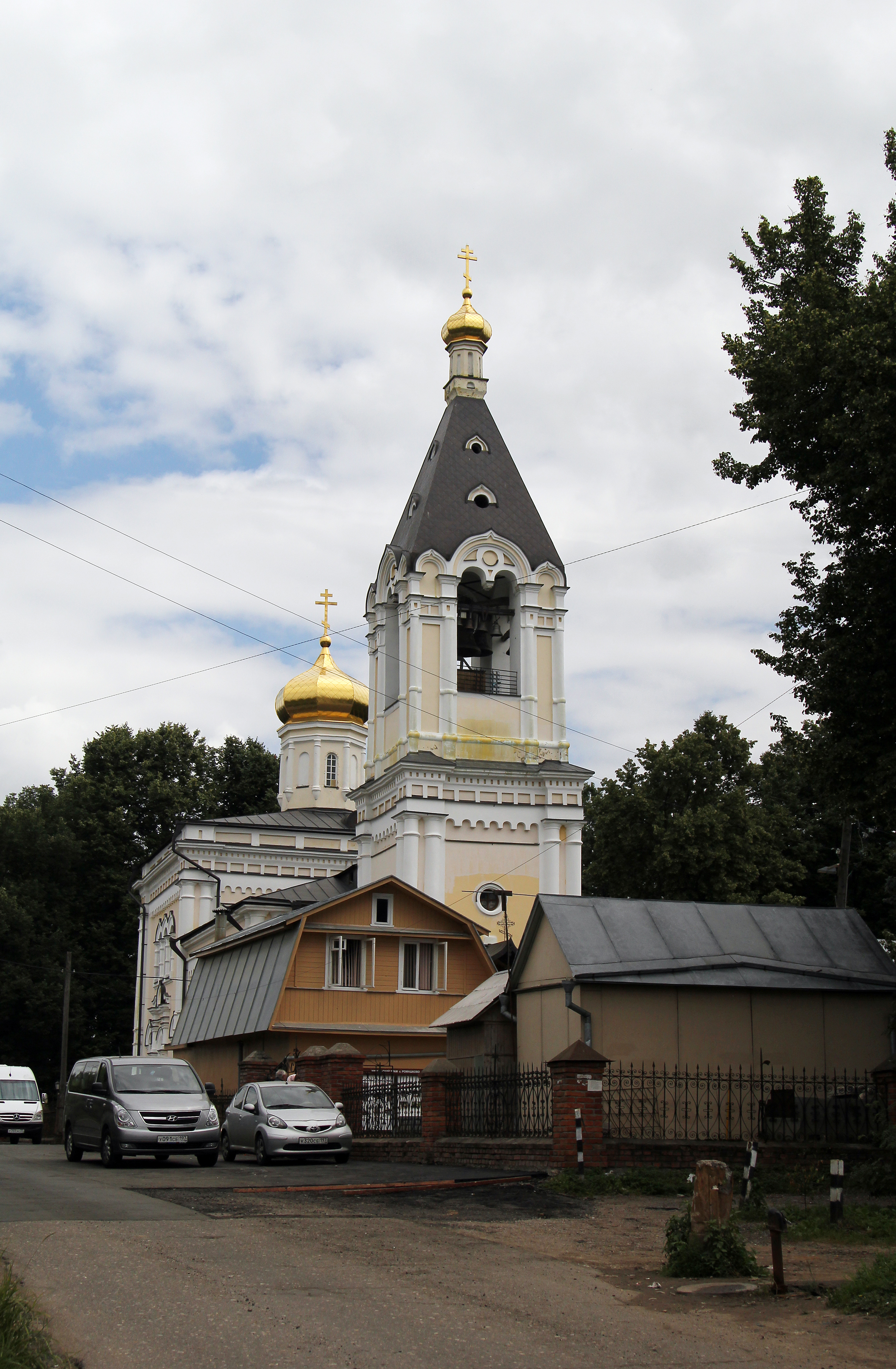
Церковь Николая Чудотворца в Ромашково

В селе расположена Никольская церковь, которая была построена в 1860 году на пожертвования крестьян архитектором Московской удельной конторы П. Т. Завьяловым на месте более ранней церкви (построенной в 1627 году), принадлежавшей Патриарху Московскому и Всея Руси Филарету, отцу первого царя дома Романовых. По преданию, возле престола прежней церкви была похоронена мать царя Михаила Фёдоровича (в действительности погребена в московском Новоспасском монастыре). Главными благотворителями при постройке храма были каменных дел мастер Матвей Филиппович Филиппов и чаеторговец Пётр Петрович Боткин.
На кладбище при церкви похоронена Софья Михайловна Рафалович, жена Казимира Малевича. В 1970-е годы их дочь Уна установила на могиле надгробную доску, на которой написаны имена обоих родителей. Таким образом могила матери стала кенотафом отца.
В 2005 году здесь похоронен олимпийский чемпион Сергей Савельев.
В 2013 году на кладбище захоронен прах заслуженной артистки РСФСР Марианны Сергеевны Боголюбской, ведущей солистки балета Большого театра 1940—1950-х годов.

## Население
| 1852 | 1859  | 1886 | 1890 | 1899 | 1926  | 2002 |
| ---- | ----- | ---- | ---- | ---- | ----- | ---- |
| 586  | ↗687  | ↗754 | ↗789 | ↘788 | ↗1293 | ↘741 |
| 2006 | 2010  |      |      |      |       |      |
| →741 | ↗1004 |      |      |      |       |      |

## Развитие
С 2014 года началось строительство многоэтажных домов в рамках создания элитного жилого комплекса "Ромашково" (первая и вторая очередь) и жилого комплекса "Западное Кунцево". Общая площадь возведённого жилья составила более 175 тыс. м² (около 3000 квартир).

## Известные уроженцы
- Елевферий (Воронцов) (1892—1959) — митрополит Ленинградский и Ладожский.
- Розум Александр Григорьевич (1923—1987) — Народный артист РСФСР.
- Сафонов Василий Алексеевич (1926—1954) — участник Великой Отечественной войны, полный кавалер ордена Славы.
- Паровозик — главный герой мультфильма «Паровозик из Ромашково» (1976).

## Интересные факты
В конце 1940-х — начале 1950-х по Усовской ветке курсировал поезд на паровой тяге. Локомотив был слишком слабым и перед станцией «Ромашково» не мог забраться на крутую горку. Он останавливался, высаживал пассажиров, скатывался назад, разгонялся, забирался на гору, лишь после этого пассажиры вновь могли занять свои места.
Тогда этот поезд так и прозвали — «Паровозик из Ромашкова». Вечно опаздывающий поезд лег в основу созданного в 1967 году одноименного мультфильма. В советские годы в здании бывшей церкви неподалёку оборудовали склады киноплёнки, так что кинематографисты с этими местами были знакомы.